# リアガード滝州立公園
リアガード滝州立公園（英語: Rearguard Falls Provincial Park）とは、カナダ西部のブリティッシュコロンビア州が設置し運営している州立公園の1つである。園内を東西にフレーザー川が流れており、同名の「滝」と呼ばれている急流が存在する。なお規模は約0.49 km2に過ぎない。

## 概要
リアガード滝州立公園は、1991年8月22日に設立された

。
おおよそ北緯52度58分25秒、西経119度22分00秒付近に位置している。ちょうどフレーザー川の本流に存在する滝の1つであるリアガード滝の周辺に当たる場所であり、この滝付近のフレーザー川とその両岸が同公園に指定されている。なお、フレーザー川は園内をだいたい西から東の方向へと流れており、その流れに沿うように公園の敷地も東西方向に長く、面積は約0.49 km2程度である

。
園内は自然保護地域に指定されているものの

、キャンプや散策することは可能であり、リアガード滝へと向かう遊歩道も整備されていて滝を見に行くこともできるようになっている

。
ただし、付近の植物などを保護するため、この遊歩道から外れることは許されていない

。
リアガード滝の周辺には足を踏み入れると危険な場所もあるため、自身の身の安全のためにも、指定されたコースから外れるべきではないとされている

。
ちなみに、付近は冬季に氷点下になり得る気候であるものの、リアガード滝は年中凍ることもなく流れ続けており

、冬季でもリアガード滝州立公園内への入場が許可されていて、滝を見に行くことも可能である

。

## 公園の利用方法
リアガード滝州立公園内では、指定の場所でのキャンプが可能で、焚き火をすることも許されているものの、園内は自然保護地域で園内の木などを薪として使うことはできず、薪の用意も無いので、焚き火をするのならば園外から薪を持ち込む必要がある

。
さらに、園内にはフレーザー川が流れているものの、飲料水は園外から持ち込む必要がある

。
また、園内での飲酒は禁止されている

。
イヌをはじめとするペットを連れてくることは可能であるものの、その際は常に縄を付けてペットの行動をコントロールせねばならず、排泄物などの処理も行わなければならない

。
なお、この付近には野生のクマなども生息しているため、ペットの安全は全く保障されていない点に留意すべきである

。
ちなみに、面積が0.49 km2程度と小規模な公園であることもあって、利用者の安全上の理由で園内での銃器を用いた狩猟は一切禁止されている

。
また、フレーザー川での釣りも、ブリティッシュコロンビア州から許可を受けた者しか行うことができない

。

## 公園への交通
リアガード滝州立公園のすぐ北側には、イエローヘッド高速道路の一部に当たる、ブリティッシュコロンビア州高速道路16号線が通っており、自動車などで比較的簡単に来ることができる。